# علي شير النوائي

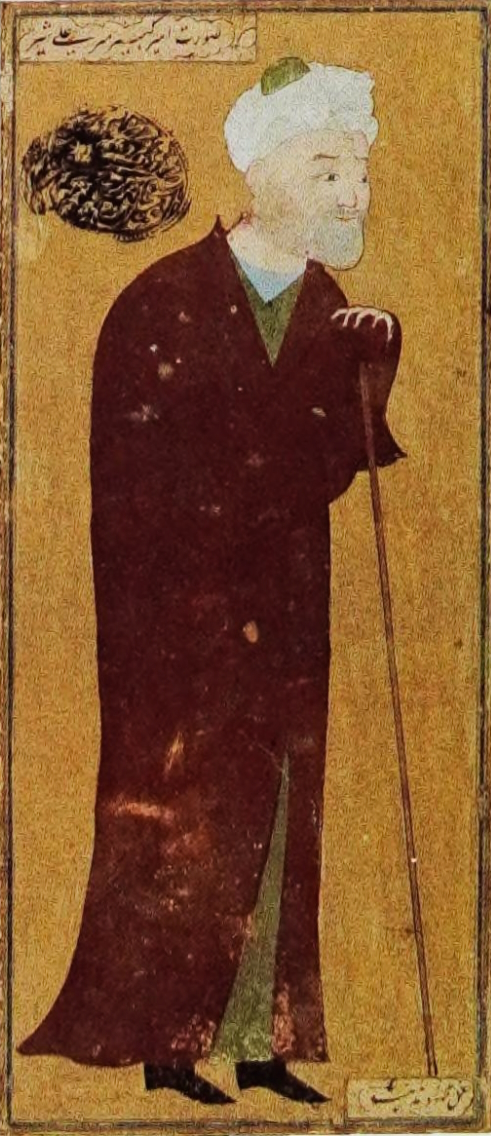

الشاعر والمفكر البارز، ورجل الدولة علي شير النوائي (1441-1501م)، اسمه الكامل: نظام الدين مير علي شير. كتب أشعاره بالاسم المستعار النوائي باللغة الجغتائية-اللغة  الأيغورية و الأوزبكية القديمة، ويعتبر من أكبر شخصيات الأدب الأوزبكي الذي يطلق عليه في الغرب الأدب الجغتائي. وبحق لا توجد شخصية مماثلة له في أداب الشعوب التركية.

## سيرة حياته
في طفولته صادق حسين بايقره (1469-1506م) الذي حكم خراسان وما وراء النهر فيما بعد. وأشار معاصره المؤرخ خواند مير (1473 أو 1476-1534م) إلى أنه بدأ بكتابة الشعر وهو في سن العاشرة من عمره. وذكر الشاعر الأوزبكي المعروف لطفي (1369-1465م) أنه التقى أثناء حياته مع النوائي وهو طفلاً وأعطى مواهبه الشعرية تقييماً عالياً.
وتجول النوائي خلال حياته في مختلف دول الشرق الإسلامي، والتقى بالشخصيات الشهيرة في عصره، وطور مهاراته الشعرية. وخلال عامي 1464 و1465م أعد المعجبون بأشعار النوائي أول مجموعة شعرية له (ديوان)، وهو ما يثبت أنه كان شاعراً مشهوراً منذ ذلك الوقت. وفي عام 1469م نتيجة للحروب الداخلية التي دارت بين التيموريين اضطر النوائي للابتعاد عن موطنه مدينة هيرات.
وفي عام 1469م احتل التيموري حسين بايقره مدينة هيرات وأصبح حاكماً لخراسان. لتبدأ مرحلة جديدة في حياة النوائي، ساهم خلالها بنشاط في الحياة السياسية لخراسان. وفي نفس العام عينه حاكم خراسان بمنصب حامل أختام الدولة (مهردار)، وفي عام 1472م عينه وزيراً. ومن خلال منصبه قدم النوائي مساعدات كبيرة لرجال الثقافة والأدب ومثقفي البلاد. وغدى مالكاً لممتلكات واسعة.
وخلال ثمانينات القرن الخامس عشر شيد النوائي على نفقته الخاصة العديد من المدارس في هيرات ومناطق البلاد الأخرى، بالإضافة لـ40 رباط (أماكن لتوقف المسافرين)، و17 مسجداً، و10 ملاجئ لإقامة الصوفيين (خانقة)، و9 حمامات، و9 جسور. وبالإضافة لذلك قام بأعمال كثيرة لصالح الشعب. والنشاطات الإيجابية هذه التي قام بها النوائي لصاح الشعب لم ترضِ المحيطين بالحاكم في القصر، وسعوا لإفساد العلاقة القائمة بينه وبين حسين بايقره.
ونتيجة لذلك قام حسين بايقره بإعفاء النوائي من مناصبه وأرسله كحاكم إلى أسترآباد في عام 1487م، وبقي فيها لمدة عامين وبعدها سمح حسين بايقره له بالعودة إلى هيرات، وعرض عليه منصب حكومي، إلا أن النوائي رفض ذلك. وبغض النظر عن رفضه منحه حسين بايقره منصب المقرب من حضرة السلطان (مقربي حظرتي سلطاني)، ومن خلال هذا المنصب تمتع النوائي بحق المشاركة في جميع أعمال الدولة.
ومنذ ذلك الوقت بدأت مرحلة جديدة في حياة الشاعر النوائي، واهتم بالأعمال الإبداعية أكثر، وقام خلال تلك المرحلة بكتابة أهم مؤلفاته. وعاش وأبدع خلال سنوات عمره الأخيرة في ظل حكم التيموريين (1370-1506م). ولهذا امتازت مؤلفاته بالروح الاجتماعية، وتشبعت بالمشاكل التي واجهها عصره. وخلال السنوات الممتدة من عام 1490م وحتى عام 1501م كتب نوائي مؤلفاته العاطفية والاجتماعية والفلسفية والعلمية.
ووصل حجم مؤلفات علي شير نوائي إلى حد ضخم، وبلغت حجم ستة من مؤلفاته الشعرية نحو 60 ألف سطر شعري (ميسره). وخلال السنوات الممتدة من عام 1483م وحتى عام 1485م كتب مؤلفه الشهير «خمسة»، الذي ضم القصائد الشعرية: «خيرة الأبرار»، و«فرهاد وشيرين»، و«ليلى ومجنون»، و«سبعي سياري»، و«سدي إسكندري». وضع من خلالها أسساً لتقاليد 

## روابط خارجية
- علي شير النوائي على موقع الموسوعة البريطانية (الإنجليزية)